# 垂水區
垂水区（日语：／ Tarumi ku */?）是位于日本兵庫縣神戶市西南部的一区，明石海峡大橋在此通往淡路島。「垂水」之名源自過去在此有許多瀑布，瀑布在日文中又稱為「垂水」。

## 歷史
1889年日本實施町村制時，設立了垂水村，隸屬明石郡，1928年改制為垂水町，1941年併入神戶市，最初被劃入須磨區，1946年才從須磨區中分出獨立設置為垂水區。
1947年，明石郡的伊川谷村、櫨谷村、押部谷村、玉津村、平野村、神出村、岩岡村被併入神戶市後，被劃入垂水區。直到1982年這些於1947年併入的區域再被分出另外設置為西區，垂水區的轄區再度恢復至以前垂水町的大致範圍。

## 交通

### 鐵路
- 西日本旅客鐵道（JR西日本）
  - 山陽新幹線：僅約360公尺路段通過轄區內，且該路段位於隧道內。
  - 山陽本線（JR神戶線）：鹽屋車站 - 垂水車站 - 舞子車站
- 山陽電氣鐵道
  - 本線：山陽鹽屋車站 - 瀧之茶屋車站 - 東垂水車站 - 山陽垂水車站 - 霞丘車站 - 舞子公園車站 - 西舞子車站

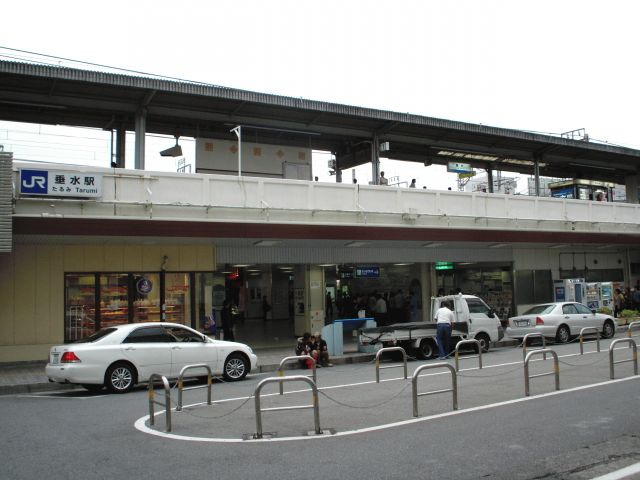
垂水車站
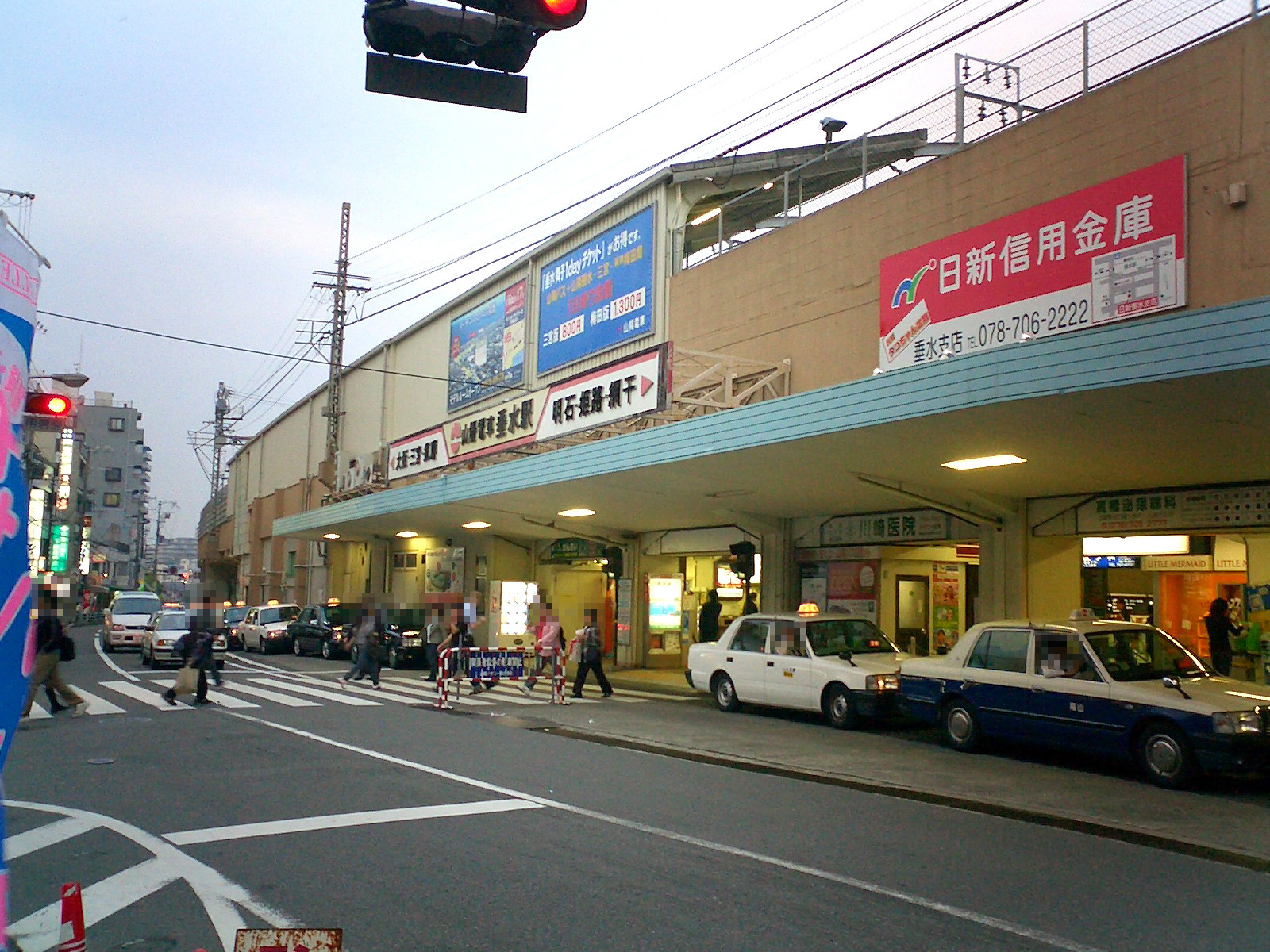
山陽垂水車站
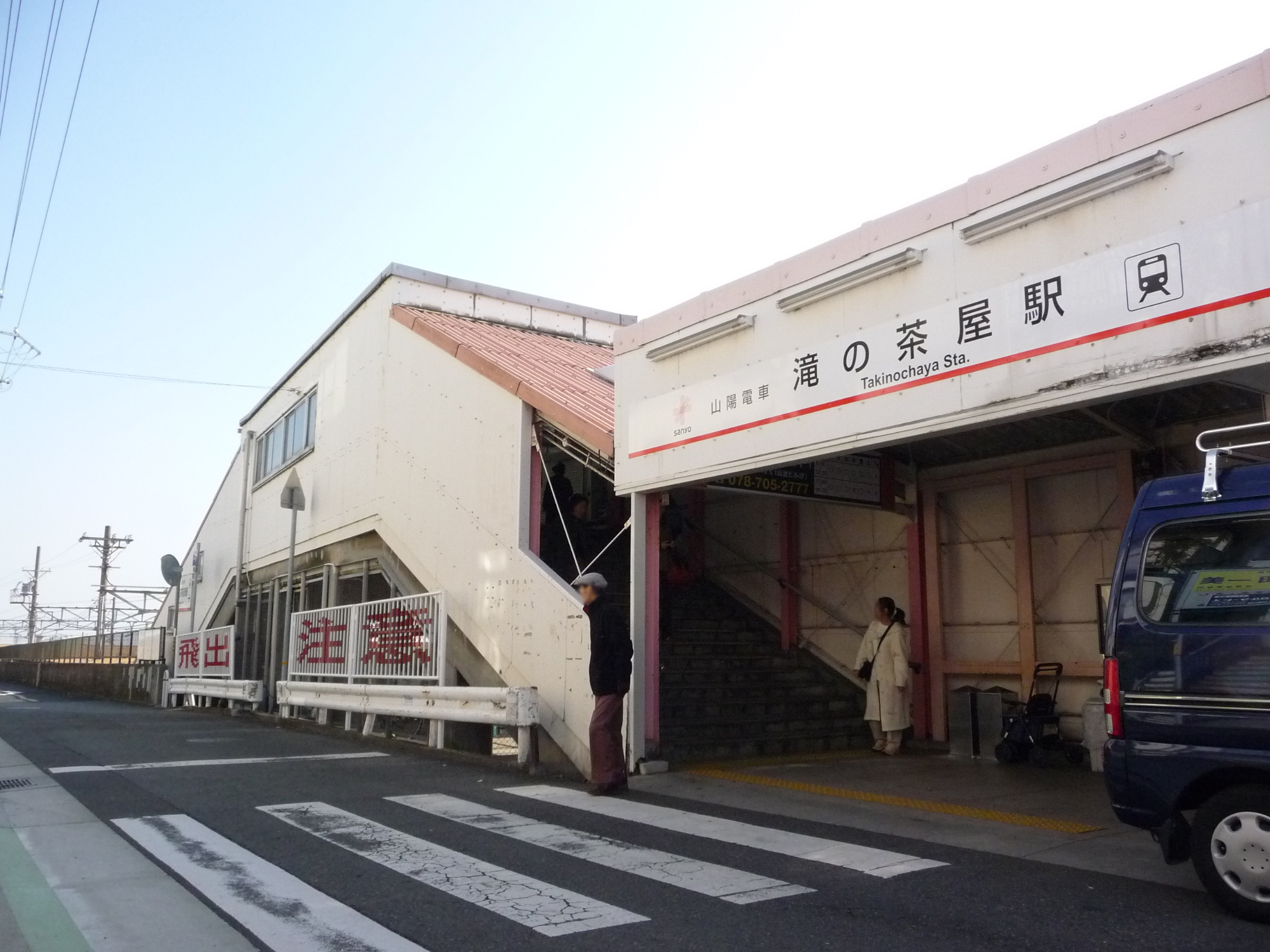
瀧之茶屋車站
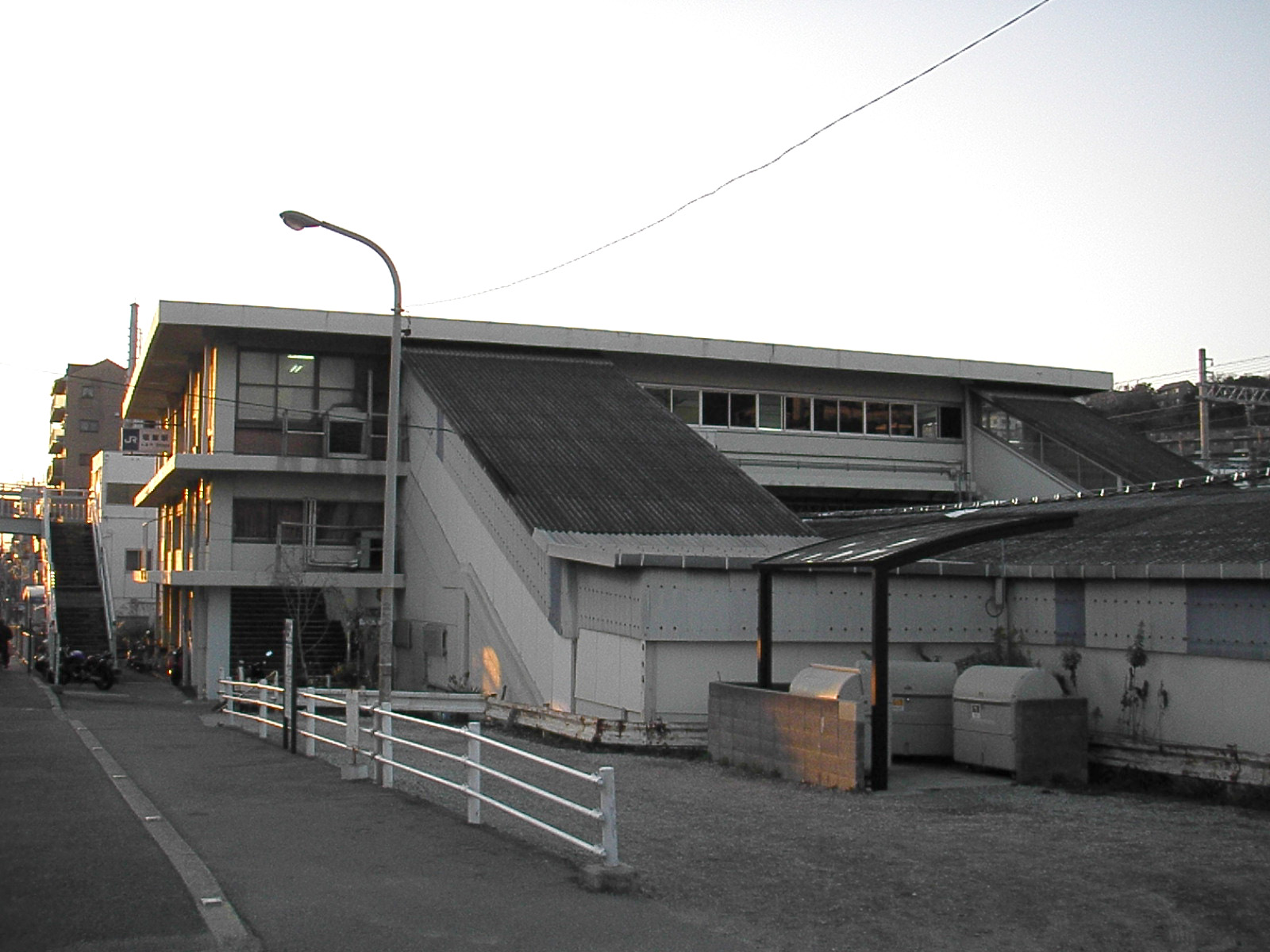
鹽屋車站

## 觀光資源
- James山（日语：ジェームス山）
  - 異人館街 - 舊James邸、舊Jones邸、舊後藤邸、鄭邸
- 舊武藤家別邸洋館（日语：旧武藤家別邸洋館）（舊武藤山治邸）
- 舞子旅館（日语：舞子ホテル）（舊日下部汽船迎賓館兼日下部久太郎（日语：日下部久太郎）本邸）
- 舞子大樓（日语：舞子ビラ）（舊有栖川宮別邸）

有栖川宮熾仁親王別邸建築
- 明石海峡大橋
- 舞子公園（日语：舞子公園）
  - 孫文記念館（移情閣）
  - 明石藩舞子台場跡（日语：明石藩舞子台場跡）（國家史跡）
  - 橋之科學館（日语：橋の科学館）
- 海神社（日语：海神社 (神戸市)）
- 平磯灯台：建於1893年，是日本早期以鋼筋混凝土建造的燈塔。
- 大歲山遺跡（日语：大歳山遺跡）
- 五色塚古墳（國家史跡）
- 小壷古墳（日语：小壷古墳）（國家史跡）
- 瑪林匹亞神戶（日语：マリンピア神戸）
- 瑞丘八幡神社（日语：瑞丘八幡神社）

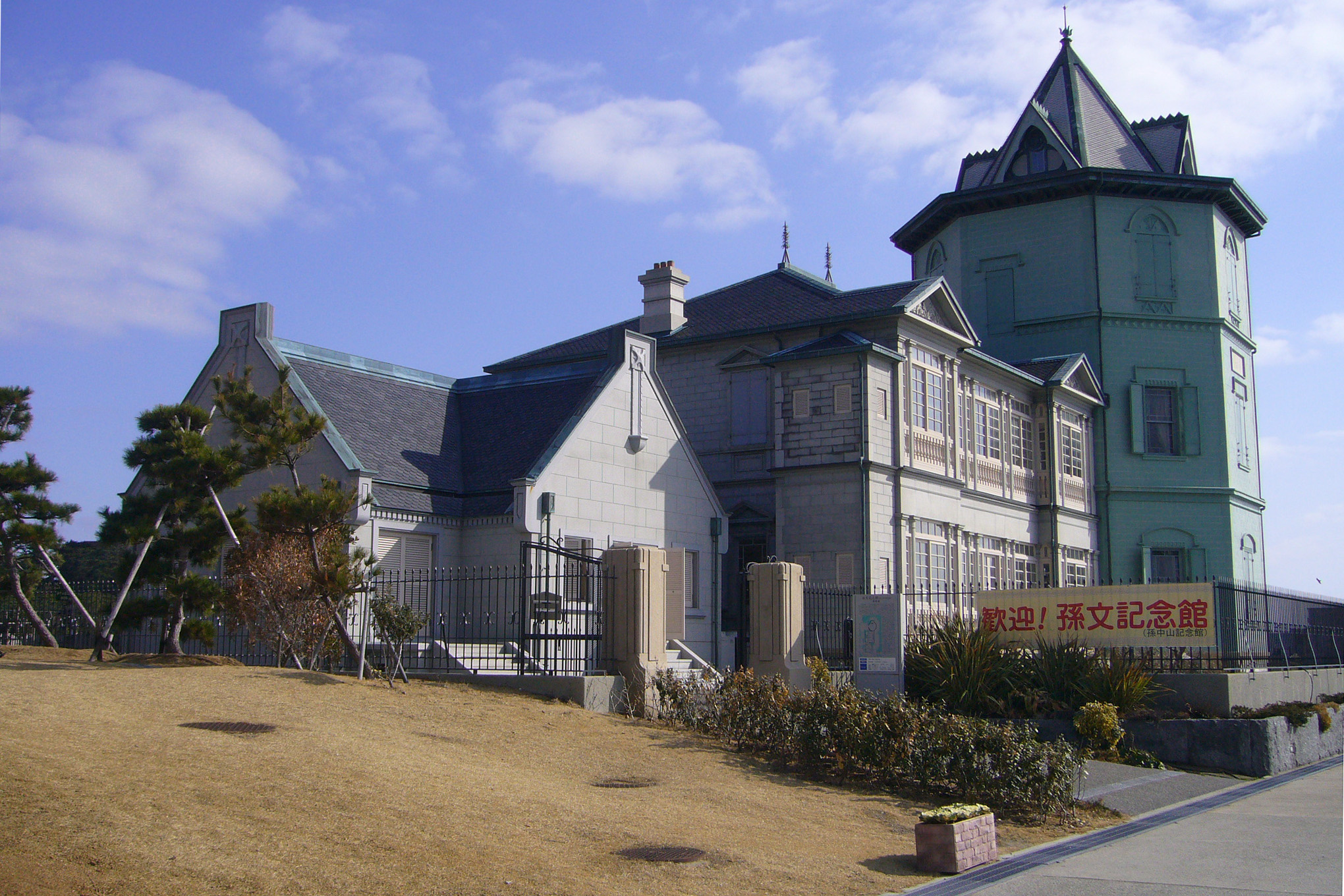
孫文記念館
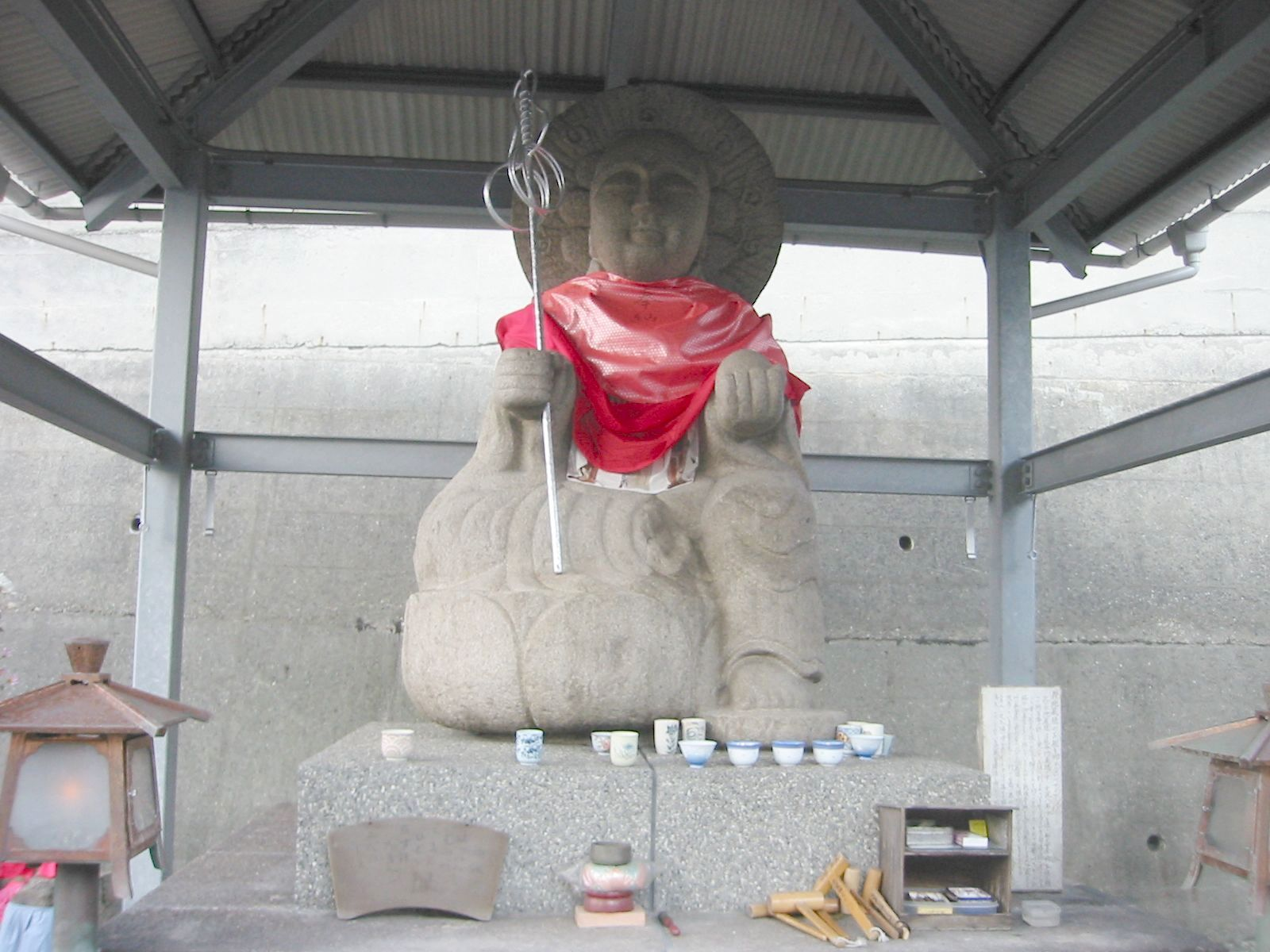
舞子延命地蔵
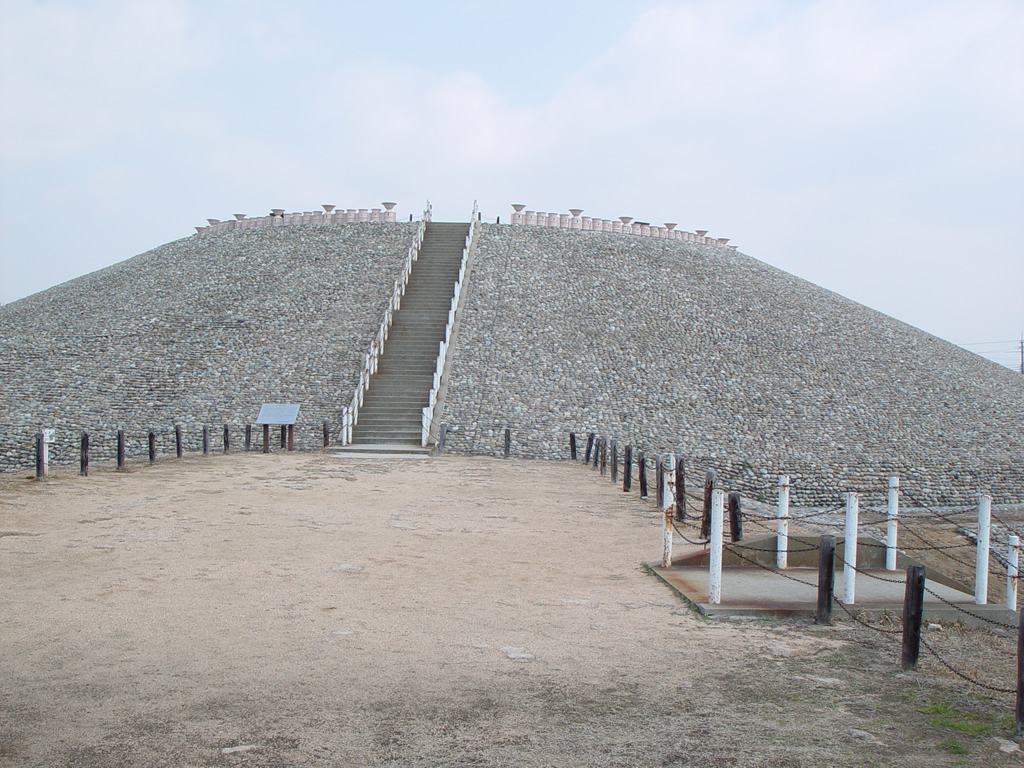
五色塚古墳
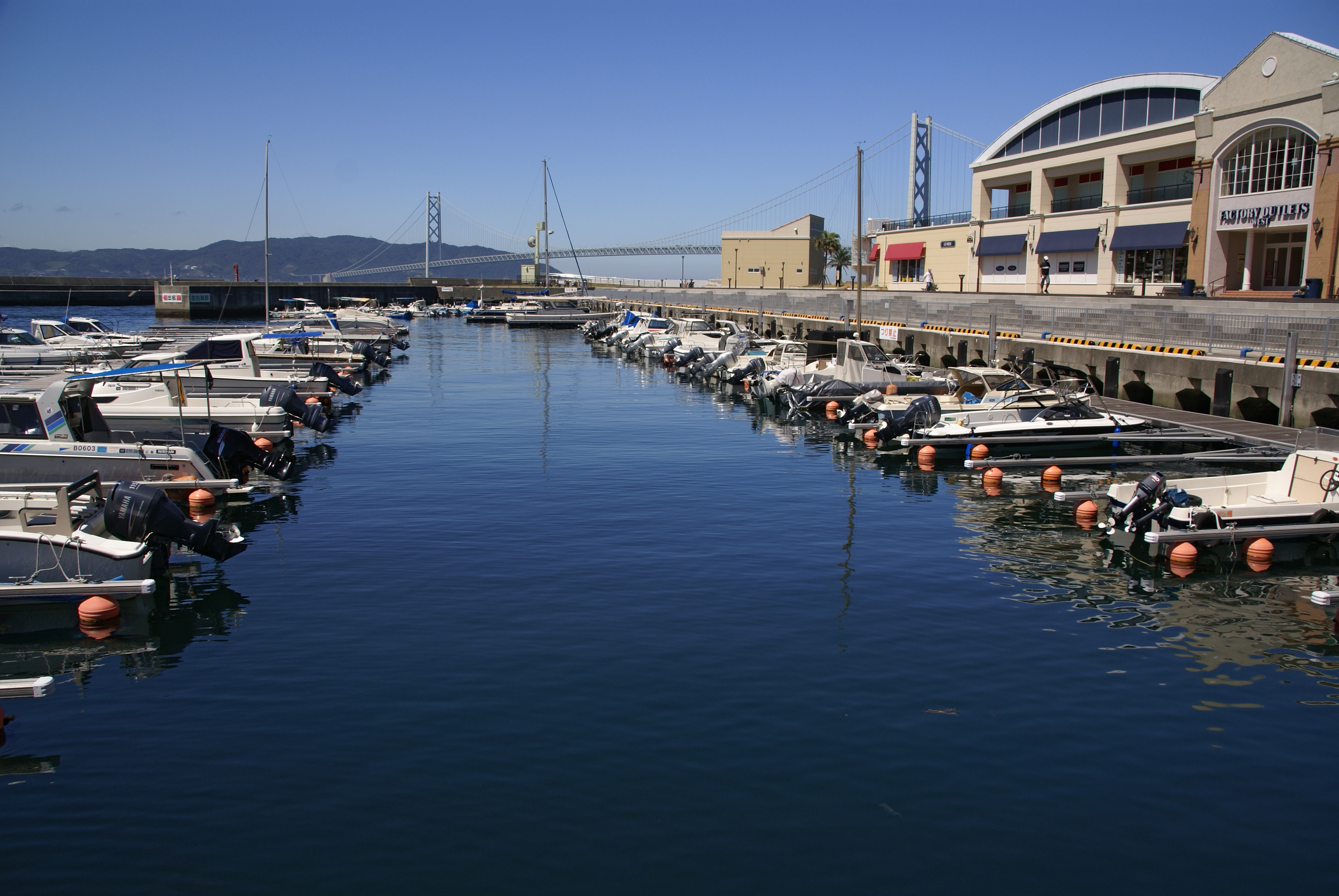
瑪林匹亞神戶